# Aire urbaine de Vernon
L'aire urbaine de Vernon est une aire urbaine française centrée sur l'unité urbaine de Vernon. Composée de 5 communes de l'Eure, elle comptait 31 470 habitants en 2013.

## Composition selon la délimitation de 2010
| Nom                   | Code Insee | Statut | Superficie (km2) | Population (dernière pop. légale) | Densité (hab./km2) |
| --------------------- | ---------- | ------ | ---------------- | --------------------------------- | ------------------ |
| Vernon (siège)        | 27681      |        | 34,92            | 23 951 (2014)                     | 686                |
| Panilleuse            | 27449      |        | 8,87             | 448 (2013)                        | 51                 |
| Saint-Just            | 27554      |        | 4,44             | 1 306 (2014)                      | 294                |
| Saint-Marcel          | 27562      |        | 9,93             | 4 611 (2014)                      | 464                |
| Saint-Pierre-d'Autils | 27588      |        | 7,09             | 1 013 (2014)                      | 143                |

### Évolution de la composition
- 1999 : 11 communes, dont 4 forment le pôle urbain
- 2010 : 5 communes, dont 4 forment le pôle urbain
  - La Chapelle-Réanville, Mercey, Notre-Dame-de-l'Isle, Pressagny-l'Orgueilleux, Saint-Vincent-des-Bois et Villez-sous-Bailleul deviennent des communes multipolarisées (-6)

## Caractéristiques en 1999
D'après la définition qu'en donne l'INSEE, l'aire urbaine de Vernon est composée de 11 communes, situées dans l'Eure. Ses 34 834 habitants font d'elle la 184e aire urbaine de France.
4 communes de l'aire urbaine sont des pôles urbains.
Le tableau suivant détaille la répartition de l'aire urbaine sur le département (les pourcentages s'entendent en proportion du département) :
| Département | Communes | Communes (%) | Superficie (km²) | Superficie (%) | Population (1999) | Population (%) |
| ----------- | -------- | ------------ | ---------------- | -------------- | ----------------- | -------------- |
| Eure        | 11       | 1,6          | 108,63           | 1,8            | 34 834            | 6,4            |